# سال‌های خوش گذشته
سال‌های خوش گذشته (فرانسوی: Les Années lumière‎) که در ایران با نام سودای پرواز دوبله و پخش شد، فیلمی در ژانر هنری به کارگردانی آلن تانر است که در سال ۱۹۸۱ منتشر شد. از بازیگران آن می‌توان به تروور هاوارد اشاره کرد. این فیلم در سی و چهارمین جشنواره فیلم کن برنده جایزه بزرگ شده است. لطفا لینک دوبله فارسی فیلم سودای پرواز را بگذارید